# Governació de Nova Lleó
La Governació de Nova Lleó (en castellà: Gobernación de Nueva León) va ser una de les quatre divisions administratives creades en Amèrica del Sud per l'emperador Carles V després de la reforma del 1534 que veia a reemplaçar les dues governacions creades per la Capitulació de Toledo el 1529 per a Francisco Pizarro i Simón de Alcazaba y Sotomayor. La Capitulació de Toledo havia concedit a Francisco Pizarro 200 llegües cap al sud comptant des de la boca del riu Santiago (1° 20′ N a 9° 57′ S) per a constituir la governació de Nova Castella. Des del paral·lel en què acabava la jurisdicció donada a Pizarro se li atorgaven a Simón de Alcazaba y Sotomayor unes altres 200 llegües cap al sud (arribava fins als 21 ° 6,5 'S), nomenant-lo governador, capità general, avançat i agutzil major de la governació de Nova Lleó. No obstant això Alcazaba no va poder fer efectiva l'expedició i l'emperador va projectar entre 1530 i 1531 lliurar els territoris des Chincha fins a l'estret de Magallanes als banquers Fugger d'Alemanya.
Per la reial cèdula del 4 de maig de 1534 l'emperadro Carles V va ampliar els territoris atorgats a Pizarro estenent-los fins a 70 llegües més cap al sud, abastant territoris abans adjudicats a Alcazaba. El 21 de maig de 1534 el rei va nomenar va signar tres capitulacions per explorar i ocupar les terres americanes del sud establint províncies o governacions de 200 llegües d'extensió nord-sud cadascuna; entre aquestes hi havia la Governació de Nova Lleó atorgada a Simó d'Alcazaba i Sotomayor, també des de l'oceà Atlàntic al Pacífic, al sud del paral·lel 36 °S fins als 48 ° 22,25 'S.
Alcazaba va partir del port de Sanlúcar de Barrameda el 21 setembre de 1534 amb una expedició de 250 homes en dues naus, la que ell mateix comanda, i que capitanejava Rodrigo Martínez. Les naus es trobaven en estat regular, producte de les escassa possibilitats d'Alcazaba per finançar l'expedició. Poc després de la partida, hagueren d'aturar-se a les illes Canàries per reparar avaries als cascos de les naus. Finalment a principis de 1535 arriben a l'estret de Magallanes amb la idea de creuar el Pacífic, però la situació climàtica els ho impedí. L'expedició retornà cap al nord vorejant la costa de l'Atlàntic, i el 9 març de 1535 Alcazaba fundà a la Caleta Forns el Port dels Lleons. Però el precari establiment, construït en bona part amb materials baixats de les naus, no tindria una història molt llarga. Com la intenció bàsica dels expedicionaris semblava ser la recerca de les riqueses llegendàries, l'expedició s'endinsà cap a l'interior buscant per terra el camí cap a l'oceà Pacífic.
La incursió terrestre recorregué la Meseta de Sotomayor i s'internà uns 70 quilòmetres fins a descobrir l'actual riu Chico, al qual batejaren amb el nom de "Guadalquivir". El contrast entre les expectatives dels expedicionaris i l'àrid paisatge, sumat a les dificultats per trobar aliment, generaren un context d'amotinament que culminà amb l'assassinat d'Alcazaba i diversos dels seus lleials a mans dels amotinats. Aquests foren finalment dominats per Rodrigo de Islas i altres membres de l'expedició, però el motí produí la mort de 80 dels seus integrants i el fracàs de total de l'expedició. Les naus abandonaren el lloc deixant a la costa als tres caps del motí, dels que no es tingué mai més notícia. Una de les naus aconseguí arribar a Santo Domingo després d'innombrables peripècies, però la nau capitana naufragà davant les costes del Brasil. Dels 250 expedicionaris que partiren de la Corona de Castella només 75 van aconseguir tornar a l'illa del Carib. En 1536 el segon intent de colonització de l'actual territori argentí a mans de Pedro de Mendoza també acabà en fracàs. El següent intent colonitzador en terres patagones ja no s'endegaria fins 244 anys després, durant l'expedició comandada per Juan de la Piedra el 1779. En aquesta expedició, encara novament destinada al fracàs, participaren personatges de tindrien llavors un paper preponderant en la colonització de la Patagònia com a Rodrigo de Viedma i Basilio Villarino.